# Frank Jackson
Frank Cameron Jackson (Melbourne, 31 de agosto de 1943) es un filósofo australiano.
Trabaja en la Universidad Nacional de Australia, donde lleva el título de profesor distinguido y fue director de la Escuela de Investigación de Ciencias Sociales.
Su investigación se enfoca principalmente en la filosofía de la mente, la epistemología, la metafísica y la metaética.
En 2001 recibió la medalla Centenary.
En 2006 fue nombrado «oficial» de la Orden de Australia (AO).

## Biografía
Frank Cameron Jackson nació en 1943. Su padre, Allan Cameron Jackson, también fue filósofo y alumno de Ludwig Wittgenstein.
Jackson estudió matemáticas y filosofía en la Universidad de Melbourne, ingresando en el Trinity College de la misma universidad en 1961. En sus últimos años en la universidad, fue Clarke Scholar y miembro del equipo de fútbol. Luego recibió su doctorado en filosofía de la Universidad La Trobe. Enseñó en la Universidad de Adelaida durante un año en 1967. En 1978, fue nombrado presidente del departamento de filosofía en la Universidad de Monash. En 1986, se unió a la Universidad Nacional de Australia (ANU) como Profesor de Filosofía y Jefe del Programa de Filosofía de la Escuela de Investigación de Ciencias Sociales. En la ANU, se desempeñó como Director del Instituto de Estudios Avanzados de 1998 a 2001 y Vicerrector Adjunto en 2001. Fue nombrado Profesor Distinguido en ANU en 2003. Después paso a tener un nombramiento de medio tiempo en la Universidad de Princeton, así como un nombramiento de medio tiempo en la ANU.
Jackson fue galardonado con la Orden de Australia en 2006 por su servicio a la filosofía y las ciencias sociales como académico, administrador e investigador. Jackson pronunció las conferencias John Locke en la Universidad de Oxford en 1995. Su padre pronunció las conferencias de 1957-8, lo que los convirtió en la primera pareja de padre e hijo en hacerlo.

## Obra
La investigación filosófica de Jackson es amplia, pero se enfoca principalmente en las áreas de filosofía de la mente, epistemología, metafísica y meta-ética.
En la filosofía de la mente, Jackson es conocido, entre otras cosas, por el argumento del conocimiento contra el fisicalismo: la opinión de que el universo es completamente físico (es decir, los tipos de entidades postuladas en física). Jackson motiva el argumento del conocimiento mediante un experimento mental conocido como el cuarto de María. Jackson formula el experimento mental de la siguiente manera:
"María es una brillante científica que, por el motivo que sea, se ve obligada a investigar el mundo desde una sala en blanco y negro a través de un monitor de televisión en blanco y negro. Ella se especializa en la neurofisiología de la visión y adquiere, supongamos, toda la información física que hay que obtener sobre lo que sucede cuando vemos tomates maduros, o el cielo, y usamos términos como "rojo", "azul", etc. en. Ella descubre, por ejemplo, qué combinaciones de longitudes de onda del cielo estimulan la retina, y exactamente cómo esto produce, a través del sistema nervioso central, la contracción de las cuerdas vocales y la expulsión de aire de los pulmones, lo que da como resultado la frase 'El cielo es azul'. (...) ¿Qué pasará cuando Mary salga de su habitación en blanco y negro o reciba un monitor de televisión en color? ¿Aprenderá algo o no? Parece obvio que aprenderá algo sobre el mundo y nuestra experiencia visual al respecto. Pero entonces es inevitable que su conocimiento previo fuera incompleto. Pero ella tenía toda la información física. Ergo, hay algo más que eso, y el fisicalismo es falso."
Jackson habla sobre esta teoría con Nigel Warburton en Philosophy Bites, un servicio de podcast en línea.
(Como nota al margen, este experimento mental fue dramatizado en el documental en tres partes de Channel 4 "Brainspotting". También forma el motivo central de la novela Thinks...  de David Lodge (2001). Jackson hace una aparición en la novela de Lodge como él mismo.
Jackson usó el argumento del conocimiento, así como otros argumentos, para establecer un tipo de dualismo, según el cual ciertos estados mentales, especialmente los cualitativos, son no físicos. La opinión que Jackson instó era una versión modesta del epifenomenalismo: la opinión de que ciertos estados mentales son no físicos y, aunque se los hace aparecer por los eventos físicos, no causan ningún cambio en el mundo físico.
Sin embargo, Jackson luego rechazó el argumento del conocimiento, así como otros argumentos en contra del fisicalismo:
"La mayoría de los filósofos contemporáneos tienen una opción entre ir con la ciencia e ir con intuiciones, o ir solo con la ciencia. Aunque una vez disentí de la mayoría, he capitulado y ahora veo el tema interesante como el lugar donde los argumentos de las intuiciones contra el fisicalismo —los argumentos que parecen tan convincentes— van mal."
Jackson explica que los argumentos basados en la intuición contra el fisicalismo (como el argumento del conocimiento y el argumento zombi) en última instancia son engañosos.
Jackson también es conocido por su defensa de la centralidad del análisis conceptual en la filosofía; su enfoque, expuesto en sus Locke Lectures y publicado como libro en 1998, a menudo se conoce como "el plan de Canberra" sobre cómo hacer filosofía.

## Publicaciones
- (1975) "Grue", Journal of Philosophy, LXXI, pp. 113–131.
- (1977) Perception: A Representative Theory, Cambridge University Press.
- (1979) "On Assertion and Indicative Conditionals", Philosophical Review, LXXXVIII, 4, pp. 565–589.
- (1982a) "Epiphenomenal Qualia", Philosophical Quarterly, 32, 127, pp. 127–136.
- (1982b) "Functionalism and Type-Type Identity Theories", Philosophical Studies, 42, pp. 209–225. (con R. Pargetter y E.W. Prior.)
- (1984a) "Weakness of Will", Mind, XCIII, 369, pp. 1–18.
- (1984b) "Petitio and the Purpose of Arguing", Pacific Philosophical Quarterly, 65, 1, pp. 26–36.
- (1985) "On the Semantics and Logic of Obligation", Mind, XCIV, 374, pp. 177–196.
- (1986) "Oughts, Options, and Actualism", Philosophical Review, XCV, 233–255 (con R. Pargetter).
- (1986) "What Mary didn't Know", Journal of Philosophy, 83, 5, pp. 291–295.
- (1987) Conditionals, Basil Blackwell.
- (1988) "Functionalism and Broad Content", Mind, XCVII, 387, pp. 381–400 (con P. Pettit).
- (1990) "In Defence of Folk Psychology", Philosophical Studies, 59, 1, pp. 31–54 (con P. Pettit).
- (1991) "Decision-theoretic Consequentialism and the Nearest and Dearest Objection", Ethics, 101, 3, pp. 461–482.
- (1996) The Philosophy of Mind and Cognition, Basil Blackwell (con David Braddon-Mitchell).
- (1998a) From Metaphysics to Ethics: A Defense of Conceptual Analysis, Oxford University Press.
- (1998b) "A Problem for Expressivism", Analysis, 58, 4, pp. 239–51 (con Philip Pettit).
- (1998c) Mind, Method, and Conditionals: Selected Essays, Routledge.
- (2001) "Conceptual Analysis and Reductive Explanation", Philosophical Review, 110, 3, pp. 315–360 (con David J. Chalmers).
- (2003) "Mind and Illusion", in Minds and Persons, Anthony O'Hear (ed), Cambridge University Press, pp. 251–271.

- (2004) Mind, Morality, and Explanation: Selected Collaborations (con Philip Pettit y Michael Smith) (Oxford University Press)
- (2010) Language, Names, and Information (Wiley-Blackwell).